# Steenbergen
Steenbergen (anhörenⓘ) ist eine Gemeinde in der niederländischen Provinz Noord-Brabant. Seit dem 1. Januar 1997 besteht die Gemeinde in ihrer heutigen Form.

## Lage und Wirtschaft
Steenbergen liegt im Nordwesten der Provinz Noord-Brabant, wo diese an Zeeland und Zuid-Holland grenzt.  Die Landschaft ist jener der Nachbarprovinzen sehr ähnlich: Polder und eine Wattenlandschaft außerhalb der Deiche.  Die Nordgrenze der Gemeinde verläuft durch das Volkerak, ein Teil vom Grevelingen. Der kleine Fluss Dintel (an dessen Mündung im Volkerak sich ein Industriehafen befindet) bildet die Ostgrenze zu Moerdijk.
Haupterwerbsquellen sind die Landwirtschaft (Viehzucht; Ackerbau, u. a. der Anbau von Zuckerrüben) so wie die Industrie (unter anderem eine große Zuckerfabrik).
Durch die Gemeinde verläuft die N259, die bei Dinteloord in die Autobahn A29 Richtung Dordrecht und Rotterdam übergeht.
Bahnreisende sind von den Bahnhöfen von Roosendaal oder Bergen op Zoom aus auf den Bus angewiesen.

## Orte
In Klammern die ungefähre Einwohnerzahl (Stand: 1. Januar 2024):
- Stadt Steenbergen (13.365 Einwohner), Sitz der Gemeindeverwaltung

sowie die Dörfer
- Dinteloord (5855 Einwohner),
- De Heen (535),
- Kruisland (2445),
- Nieuw-Vossemeer (2265).

## Geschichte
Steenbergen war früher eine Festungsstadt. Zur Erinnerung an diese Tatsache steht ein Denkmal vor dem Rathaus. Außerdem erinnert die Form des „Krummen Weges“ an die Zeit als Festungsstadt. Der Ort erhielt das Stadtrecht 1272 und war im  14. Jahrhundert zeitweise ein bedeutender Hafenstadt. Im Achtzigjährigen Krieg (1568–1648) wurde Steenbergen zu einer Festung ausgebaut. Überschwemmungen und Kriege haben dazu geführt, dass in der Altstadt kaum Gebäude erhalten sind, die vor etwa 1880 gebaut wurden.
Nieuw-Vossemeer (1410 erstmals urkundlich erwähnt) und Dinteloord entstanden durch Eindeichungen im 15. bis 17. Jahrhundert.
Vor allem Nieuw-Vossemeer hatte stark unter der Flutkatastrophe vom 1. Februar 1953 zu leiden.

## Sehenswürdigkeiten
- Die Küstenlandschaft (auch außerhalb der Deiche ist ein kurzer Spaziergang möglich)  und das Volkerak, wo Wassersport möglich ist (Jachthafen u. a. in De Heen)
- Die 1693 erbaute Dorfkirche in Dinteloord
- Die alte Schleuse Benedensas (1833 erbaut) bei De Heen
- Einige alte Windmühlen, u. a. Assumburg nahe De Heen
- Die Sankt-Gummaruskirche aus dem Jahr 1900, das Wahrzeichen  der Stadt Steenbergen; Architekt dieser Kirche war Pierre Cuypers

## Politik
Die Lokalpartei Gewoon Lokaal! konnte die Kommunalwahl am 16. März 2022 mit 29,5 Prozent aller Stimmen gewinnen und wurde damit zum dritten Mal in Folge Wahlsieger in Steenbergen.

### Gemeinderat
Der Gemeinderat von Steenbergen wird seit 1982 folgendermaßen geformt:
| Partei                            | Sitze | Sitze | Sitze | Sitze | Sitze  | Sitze | Sitze | Sitze | Sitze | Sitze | Sitze | Sitze |
| Partei                            | 1982  | 1986  | 1990  | 1994  | 1996 a | 1999  | 2002  | 2006  | 2010  | 2014  | 2018  | 2022  |
| --------------------------------- | ----- | ----- | ----- | ----- | ------ | ----- | ----- | ----- | ----- | ----- | ----- | ----- |
| Gewoon Lokaal! b                  | –     | –     | –     | –     | –      | –     | –     | –     | –     | 4     | 6     | 6     |
| De Volkspartij                    | –     | –     | –     | –     | –      | –     | –     | –     | –     | 3     | 5     | 3     |
| VVD                               | 3     | 2     | 1     | 3     | 4      | 4     | 3     | 3     | 4     | 3     | 3     | 3     |
| Progressief Samen                 | –     | –     | –     | –     | –      | –     | –     | –     | –     | –     | –     | 3     |
| D66                               | –     | –     | –     | 5     | 1      | 2     | 2     | 2     | 2     | 3     | 2     | 2     |
| Gemeente Belangen b c             | –     | –     | –     | 5     | 3      | 3     | 6     | 3     | 4     | –     | –     | –     |
| De Lokale Partij b d              | –     | –     | –     | –     | –      | 2     | 6     | 3     | 4     | –     | –     | –     |
| CDA                               | 5     | 4     | 5     | 3     | 4      | 4     | 6     | 3     | 4     | 2     | 2     | 1     |
| Stem0167                          | –     | –     | –     | –     | –      | –     | –     | –     | –     | –     | –     | 1     |
| PvdA                              | 2     | 3     | 2     | 2     | 3      | 3     | 1     | 4     | 1     | 3     | 1     | –     |
| Steenbergen in Beeld              | –     | –     | –     | –     | –      | –     | –     | –     | –     | –     | 0     | –     |
| Lijst Steenbergen Anders          | –     | –     | –     | –     | –      | –     | –     | 4     | 2     | 1     | –     | –     |
| Door! b                           | –     | –     | –     | –     | –      | –     | –     | –     | 2     | –     | –     | –     |
| ChristenUnie                      | –     | –     | –     | –     | –      | –     | 1     | 0     | –     | –     | –     | –     |
| SGP                               | –     | –     | –     | –     | 1      | 1     | 1     | 0     | –     | –     | –     | –     |
| RPF                               | –     | –     | –     | –     | 1      | 1     | –     | –     | –     | –     | –     | –     |
| Democratische Partij Dinteloord d | –     | –     | –     | –     | 2      | –     | –     | –     | –     | –     | –     | –     |
| Werknemerspartij Steenbergen d    | 3     | 4     | 2     | 2     | 1      | –     | –     | –     | –     | –     | –     | –     |
| Voor Oud en Jong                  | –     | –     | 2     | –     | –      | –     | –     | –     | –     | –     | –     | –     |
| Gemeente Belangen Welberg c       | 1     | 1     | 2     | –     | –      | –     | –     | –     | –     | –     | –     | –     |
| Kruisland ’78 c                   | 1     | 1     | 1     | –     | –      | –     | –     | –     | –     | –     | –     | –     |
| Gesamt                            | 15    | 15    | 15    | 15    | 19     | 19    | 19    | 19    | 19    | 19    | 19    | 19    |

Anmerkungen

## Söhne und Töchter der Gemeinde
- A. M. de Jong (1888–1943), Schriftsteller
- Arnold van Lierop (1897–1942), römisch-katholischer Priester und Journalist
- Jacques van der Klundert (* 1938), Radrennfahrer, geboren in De Heen
- Ella Vogelaar (1949–2019), Gewerkschafterin und Politikerin (PvdA)
- Pierre van Hooijdonk (* 1969), Fußballspieler

## Galerie

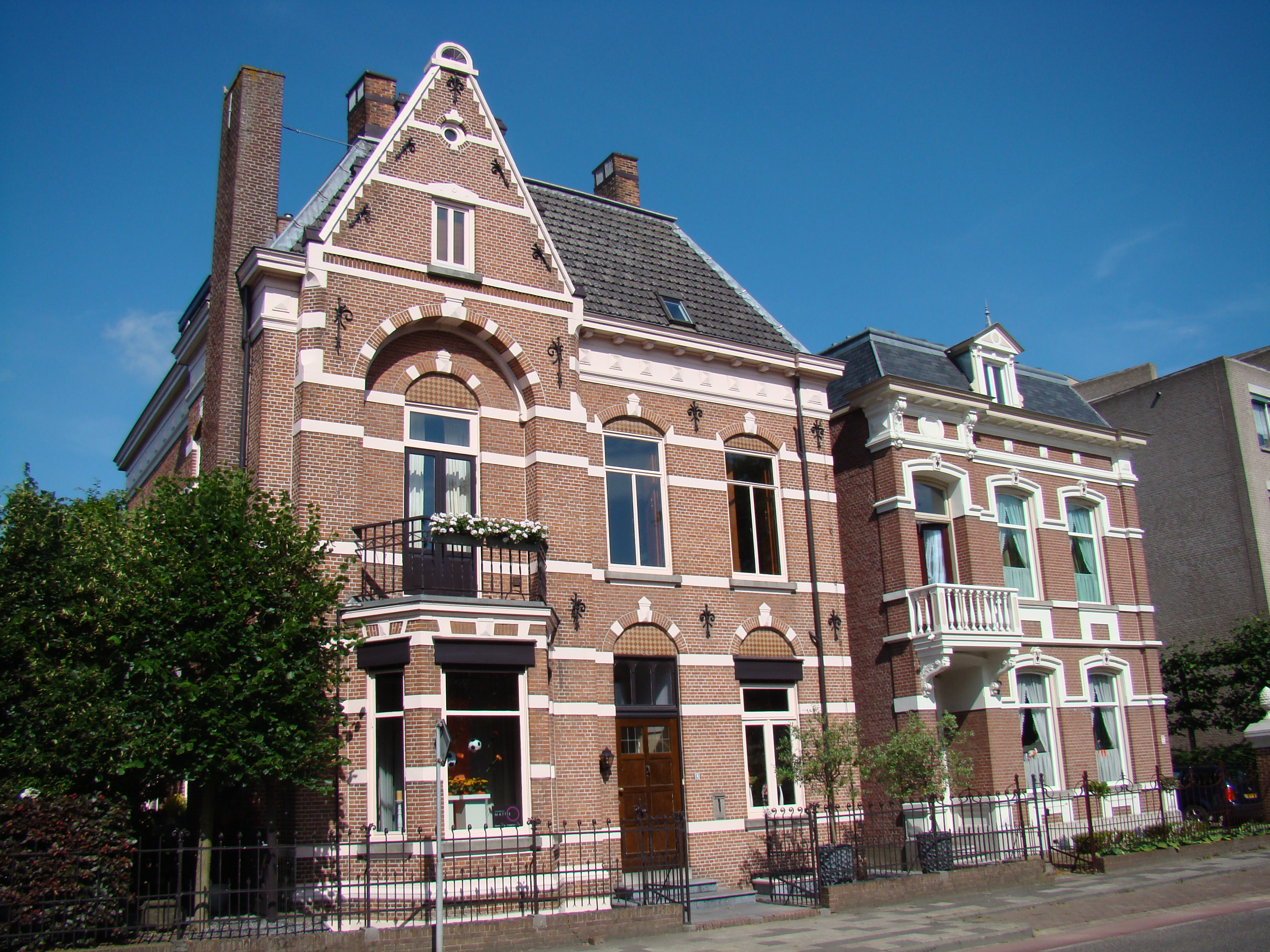
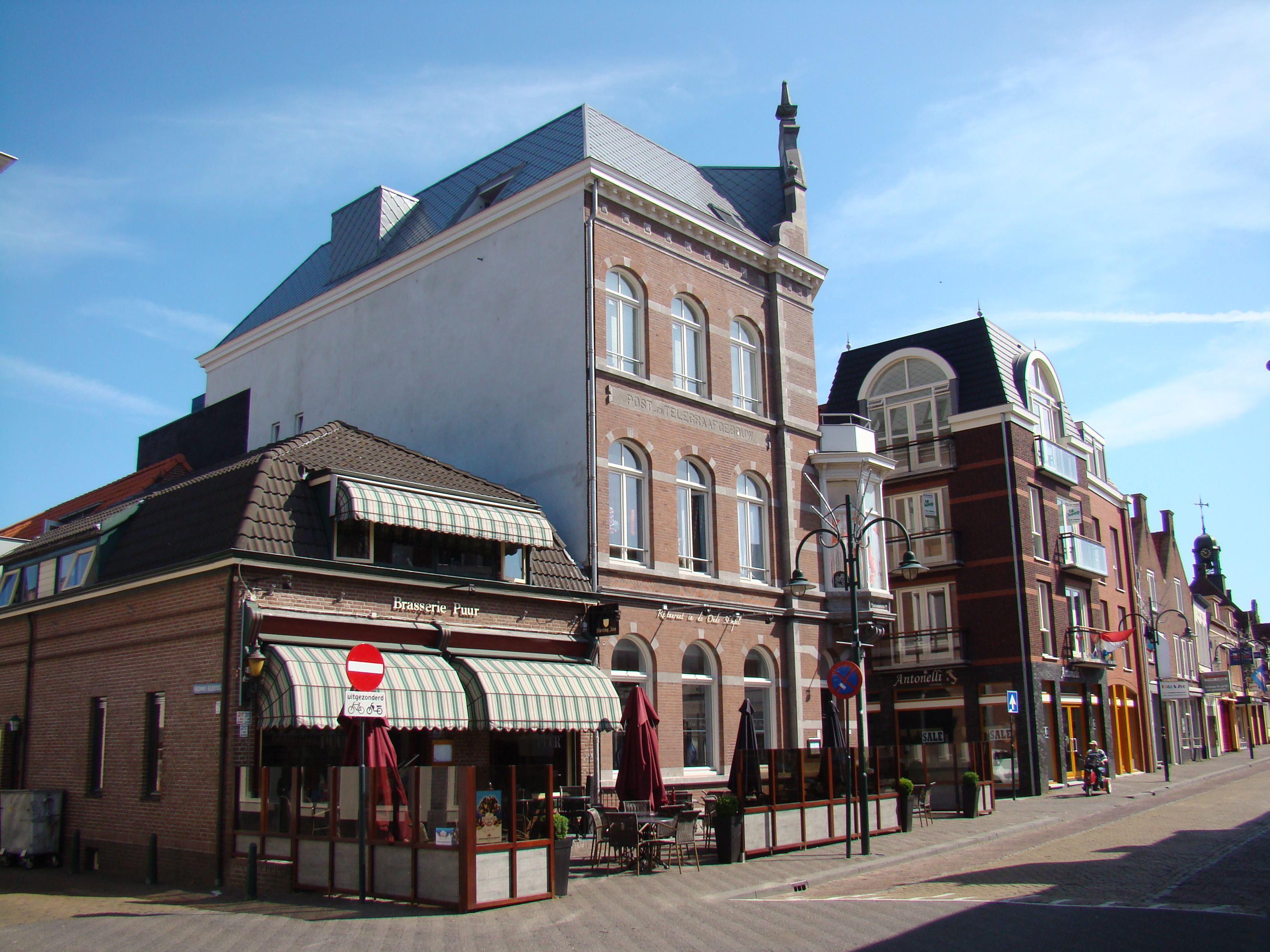
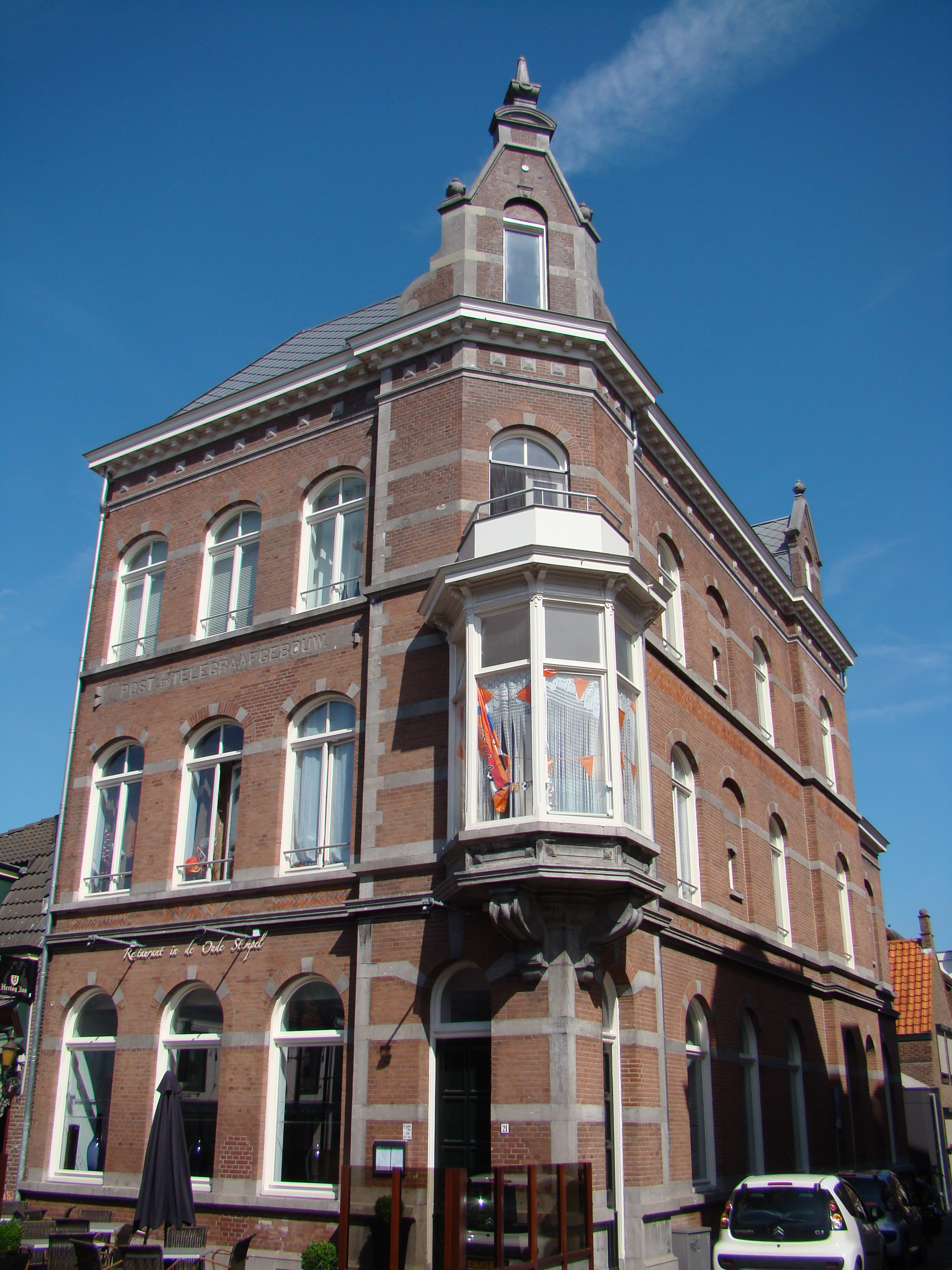
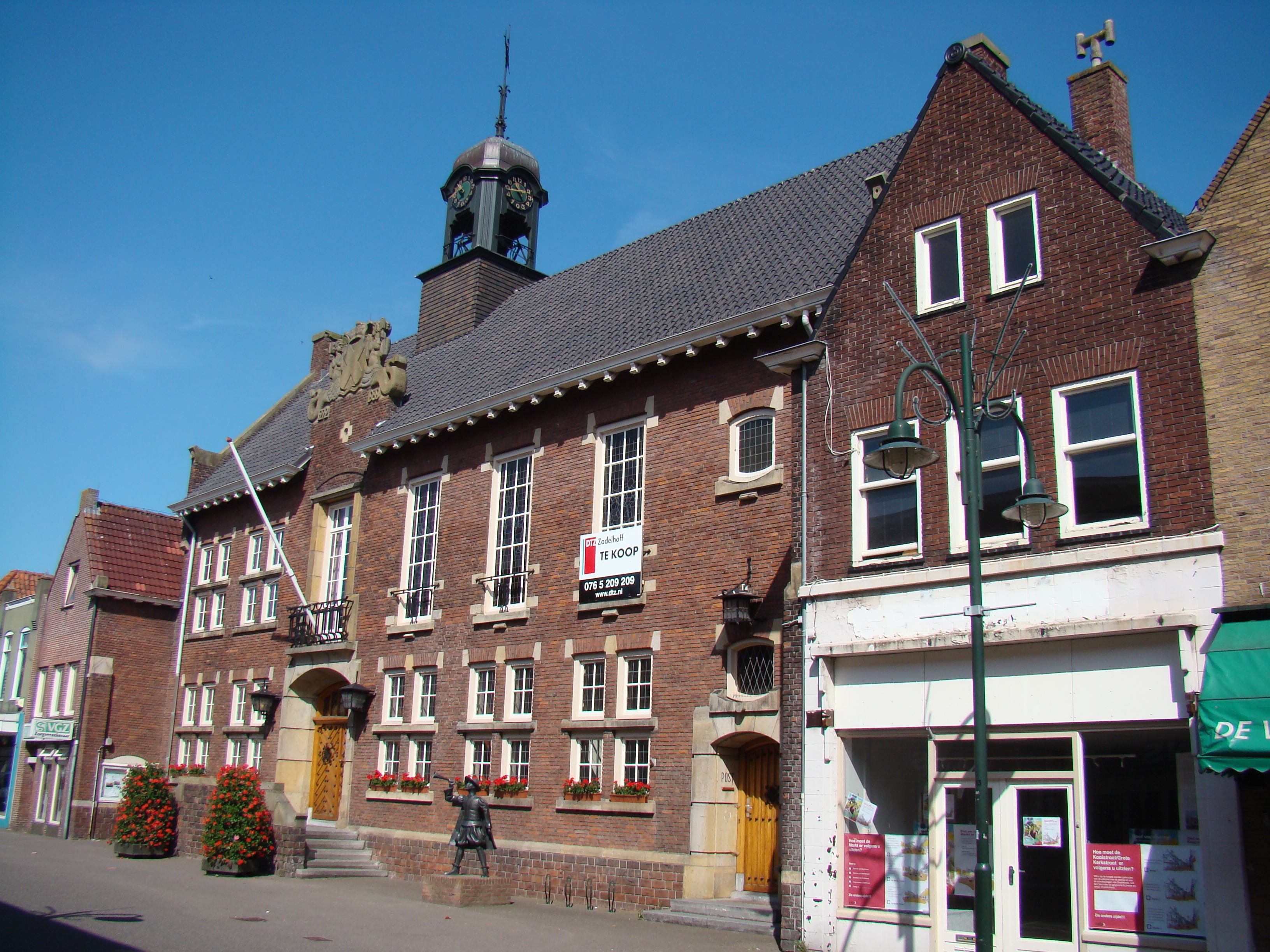
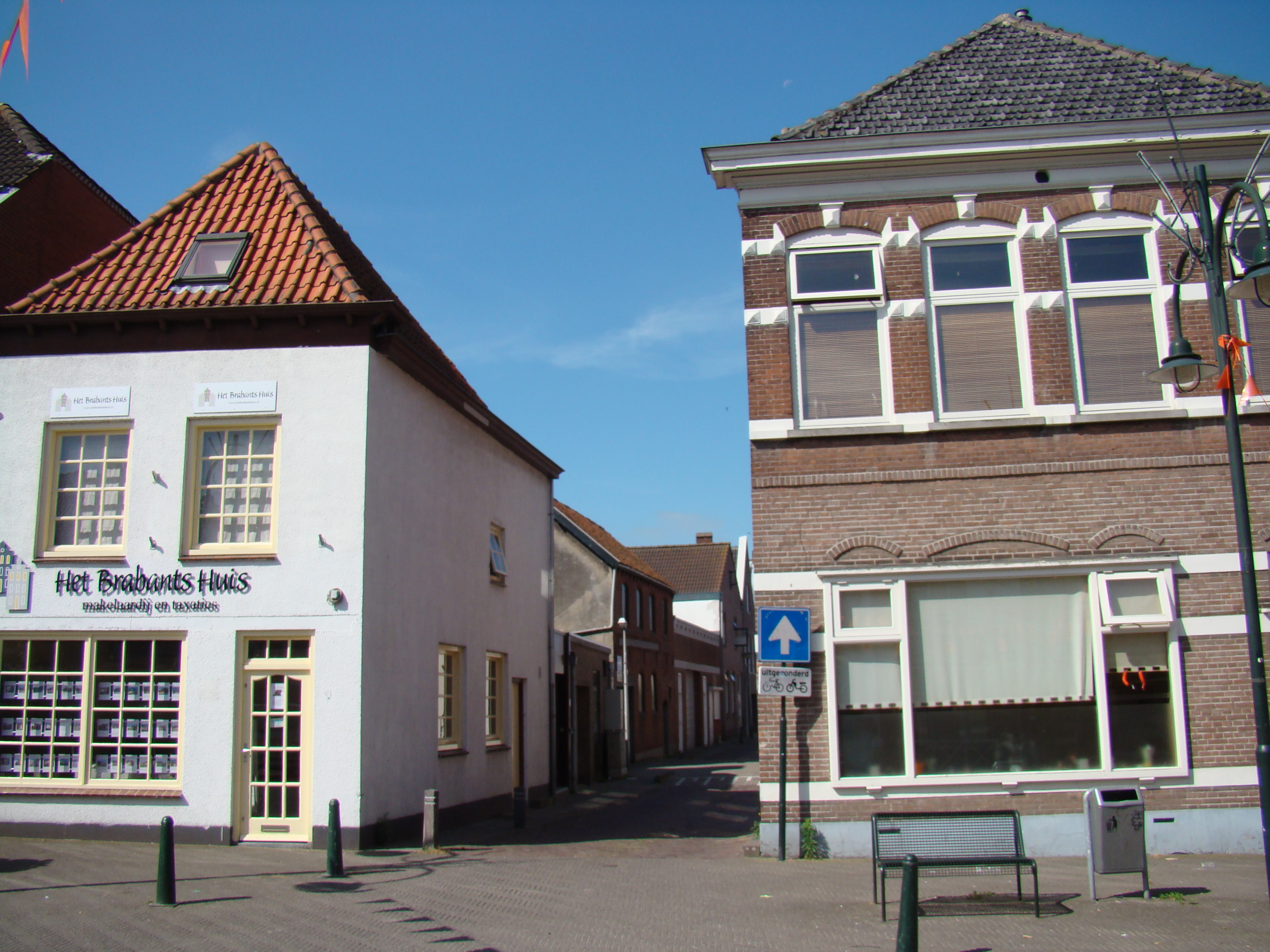
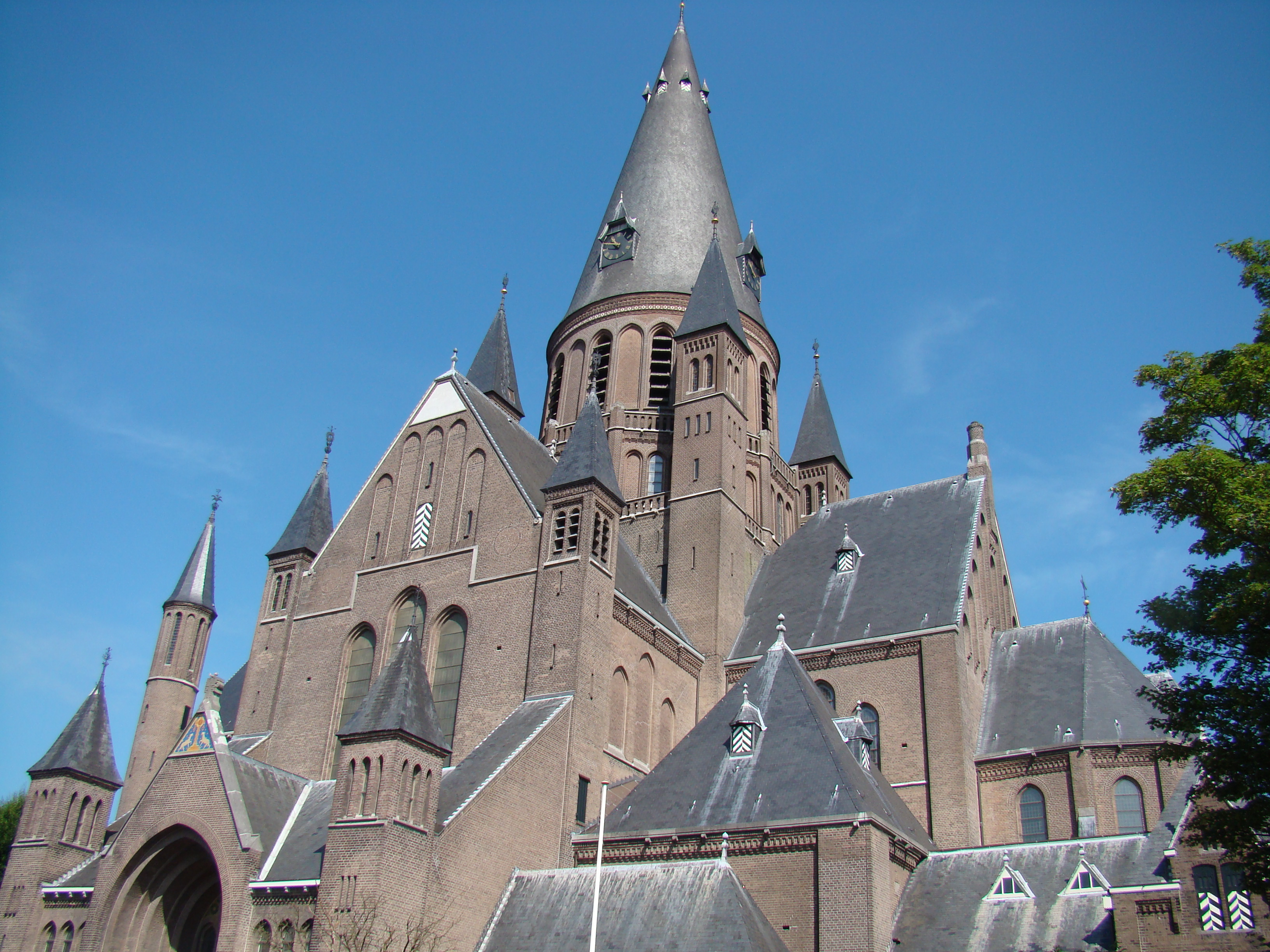
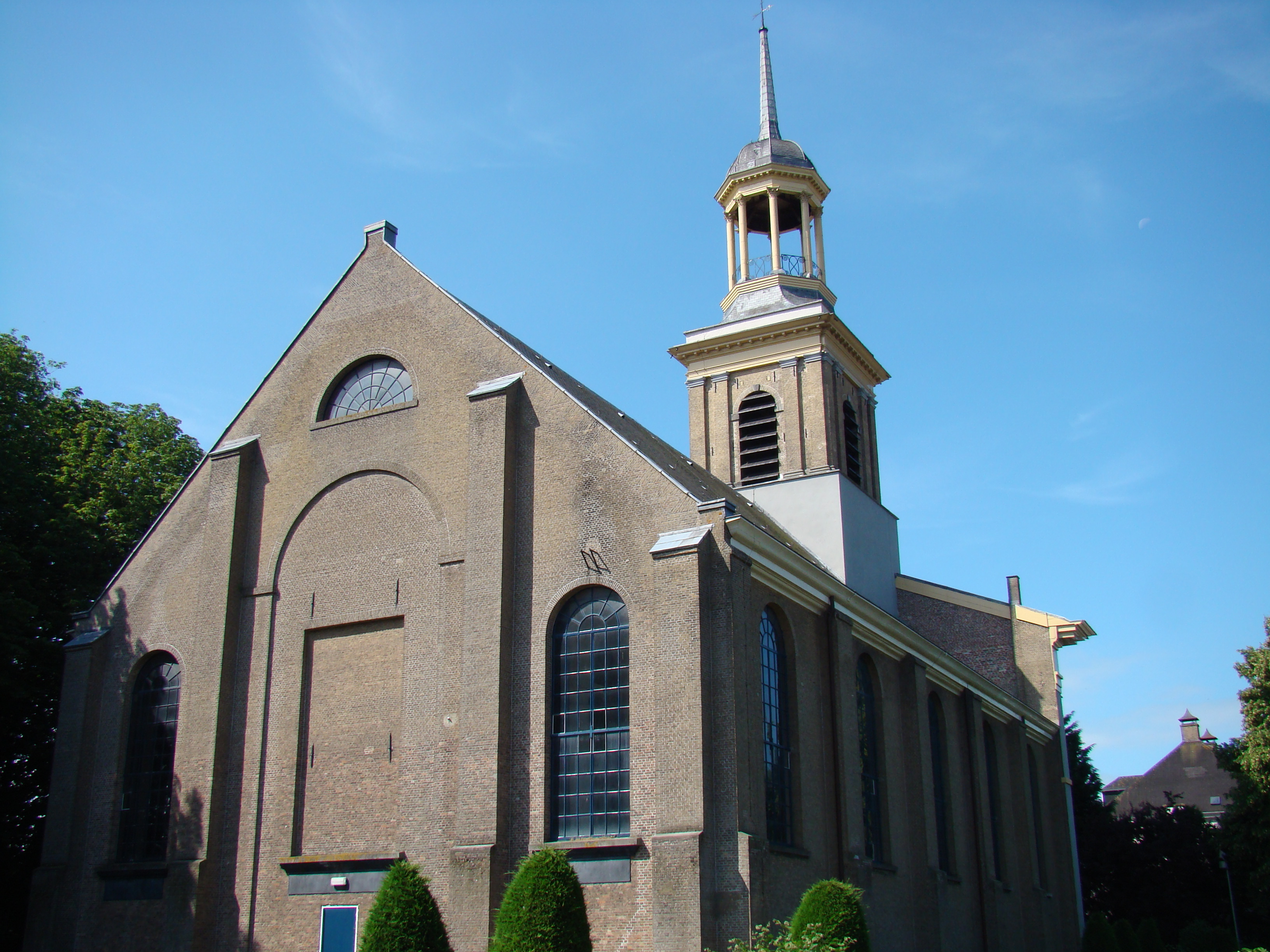
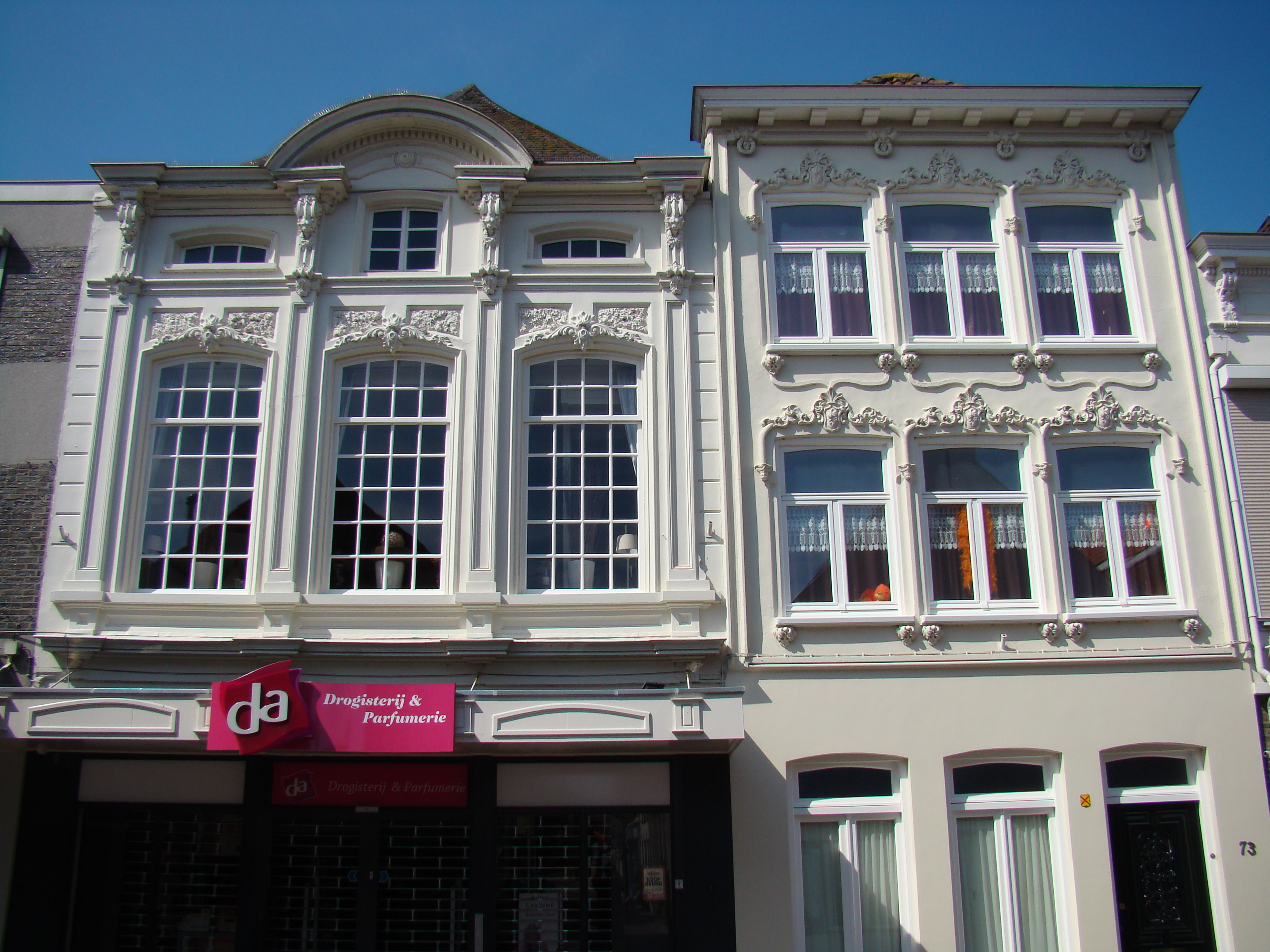
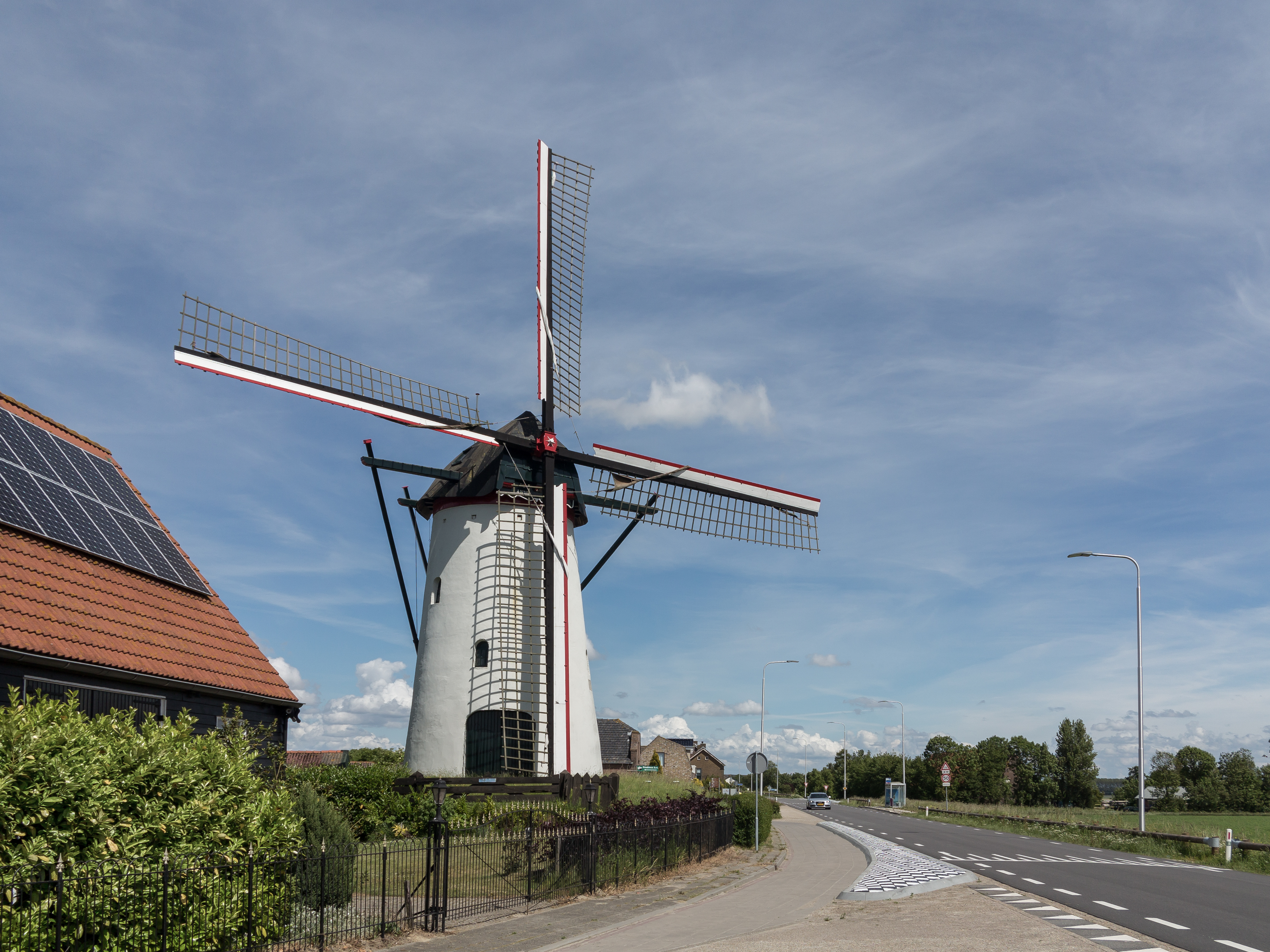